# Wade-Davis Bill

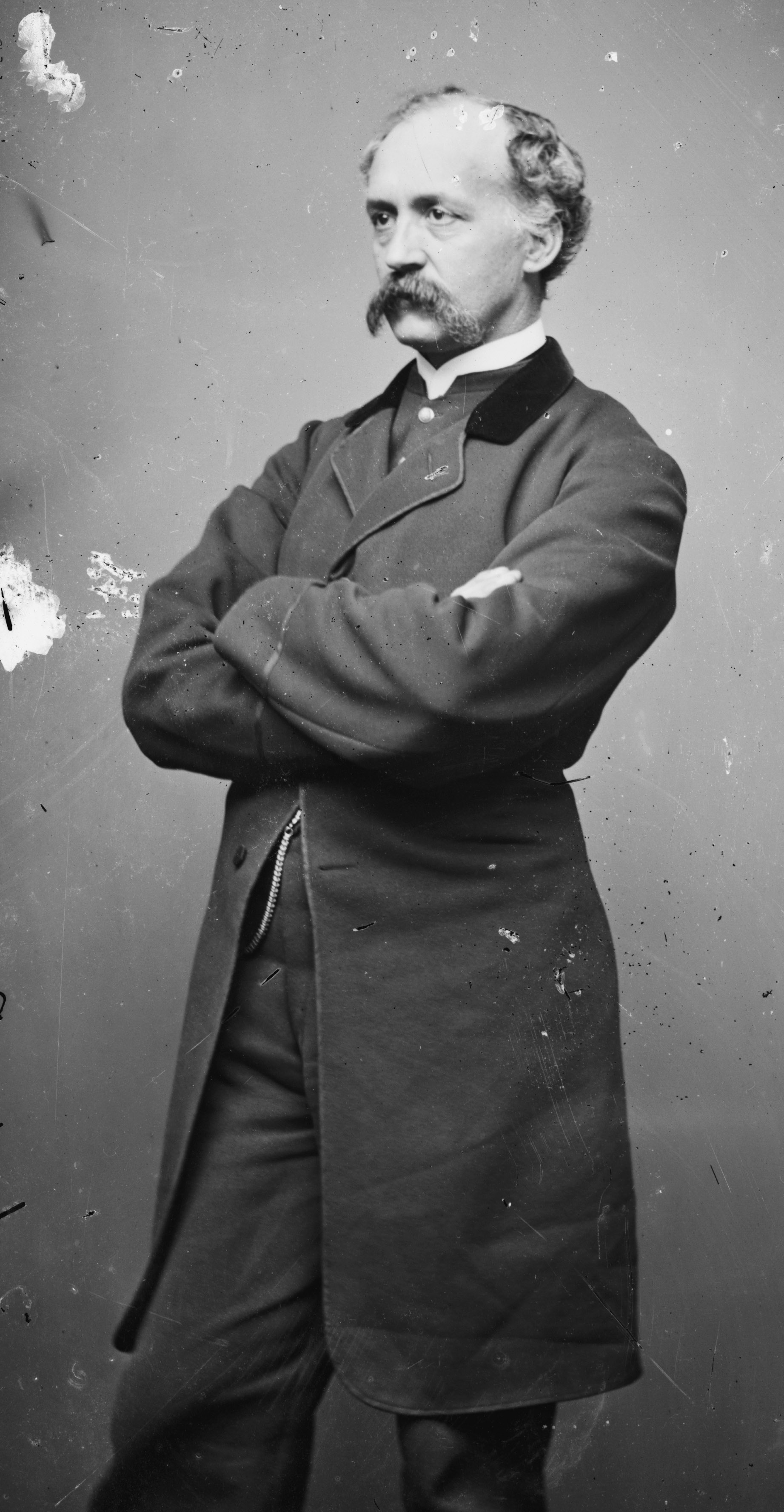
Henry Winter Davis, firmatario del Wade–Davis Bill

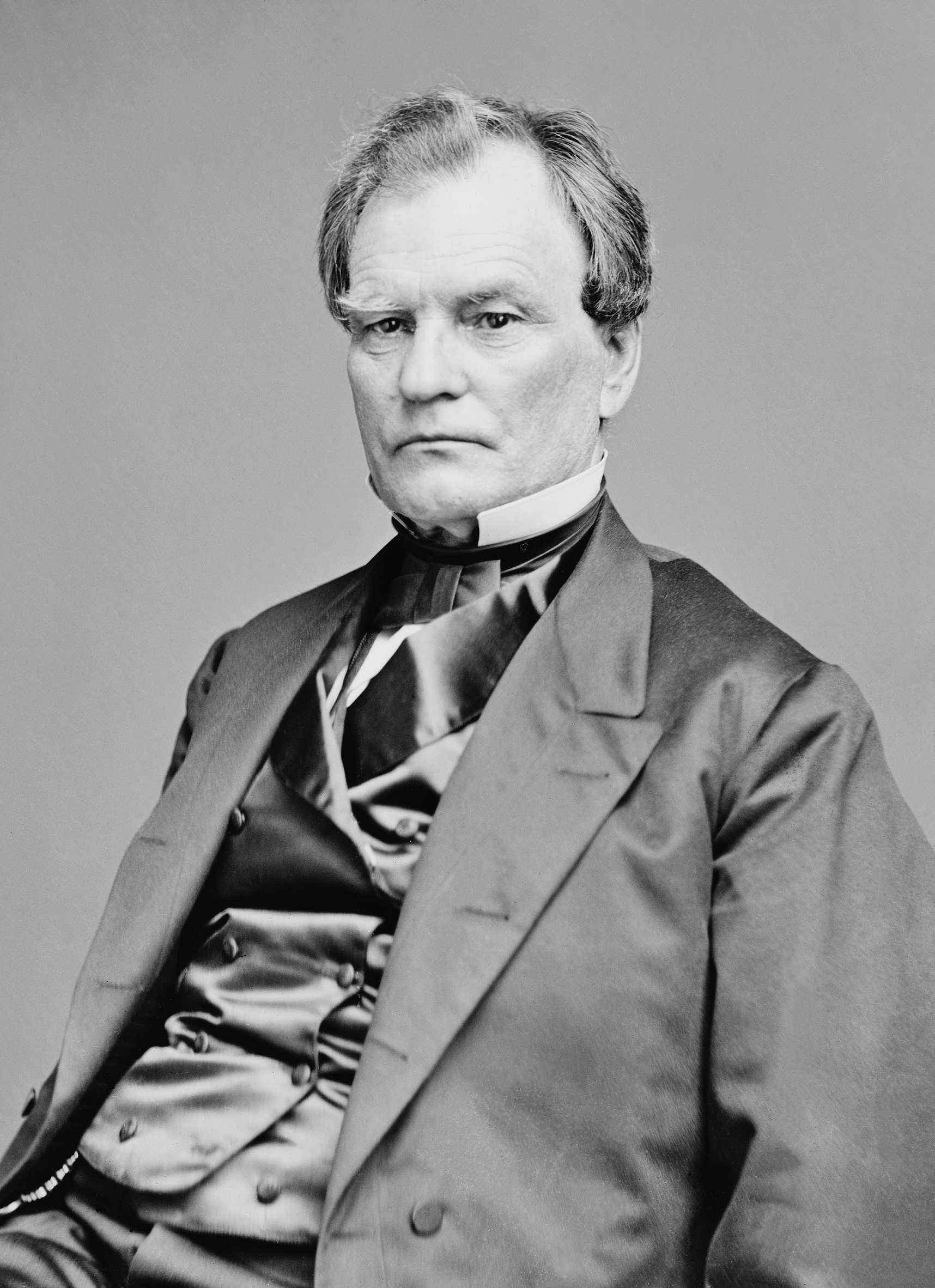
Benjamin Franklin "Bluff" Wade, firmatario del Wade–Davis Bill

Il Wade-Davis Bill del 1864 fu un disegno di legge per la ricostruzione del Sud, scritto da due Repubblicani radicali, il senatore Benjamin Wade dell'Ohio e Henry Winter Davis, deputato del Maryland alla Camera dei rappresentanti. In contrasto con il più mite piano, il "Piano dieci per cento" (Ten Percent Plan), del presidente Abraham Lincoln, il disegno di legge Wade-Bill prevedeva che, per riammettere nell'Unione gli Stati ex-confederati, la maggioranza di elettori dello Stato prestasse il giuramento detto Ironclad oath, con cui dichiaravano di non avere mai sostenuto la Confederazione. La legge fu approvata dalle due camere del Congresso il 2 luglio 1864, ma fu bloccata da Lincoln (con procedura detta pocket veto) e non entrò mai in vigore. I Repubblicani radicali rimasero indignati perché Lincoln non aveva firmato il disegno di legge. Lincoln voleva ricomporre l'Unione con una procedura meno rigida, detta appunto il "Piano dieci per cento", in cui bastava il giuramento del dieci per cento di elettori di uno Stato perché questo fosse riammesso. Credeva che sarebbe stato troppo difficile ripristinare un'Unione coesa se fosse stato approvato il Wade–Davis bill.

## I precedenti
Il Wade-Davis Bill nacque da un progetto di legge presentato al Senato da Ira Harris, giurista e senatore di New York, nel febbraio 1863. Proponeva di basare la ricostruzione del Sud sul potere del governo di garantire una forma di governo repubblicana. Anche se, retrospettivamente, può sembrare logico porre condizioni da parte del governo federale, al tempo era diffusa la convinzione che gli unionisti del sud avrebbero riportato gli Stati secessionisti all'Unione una volta che la potenza militare del Sud fosse stata annientata. Questa convinzione non venne completamente abbandonata fino al 1863. Le clausole, lamentavano i critici, erano praticamente impossibili da soddisfare, rendendo così probabile la necessità di un controllo permanente federale sugli Stati del Sud.

## Il voto al Congresso

### Alla Camera
La proposta di legge fu approvata con 73 voti a favore e 59 contrari.

### Al Senato
I favorevoli al Senato furono 18: Anthony (R), Chandler (R), Clark (R), Conness (R), Foot (R), Harlan (R), Harris (R), Howe, Lane of Kansas (R), Morgan (R), Pomeroy (R), Ramsey (R), Sherman (R), Sprague (R), Sumner (R), Wade (R), Wilkinson (R), Wilson (R).
I contrari al Senato furono 14: Buckalew (D), Carlile (U), Davis (UU), Doolittle (R), Henderson (UU), Hendricks (D), Lane (R), McDougall (D), Powell (D), Riddle (D), Saulsbury (D), Ten Eyck (R), Trumbull (R), Van Winkle (UU).
| Partito                   | Si | No |
| ------------------------- | -- | -- |
| Repubblicano              | 18 | 4  |
| Democratico               | 0  | 6  |
| Unconditional Union Party | 0  | 3  |
| Unionisti                 | 0  | 1  |

## Il veto di Lincoln
Una delle obiezioni di Lincoln riguardava l'idea che gli Stati del Sud dovessero "ricongiungersi" all'Unione (un'idea che permeava l'intero disegno di legge). Dal punto di vista di Lincoln, infatti, la ragione della guerra era che agli Stati del Sud non era costituzionalmente consentita la secessione e quindi essi erano da un punto di vista costituzionale ancora parte dell'Unione, anche se il loro ritorno a una piena partecipazione richiedeva l'adempimento di alcune condizioni. Lincoln non riteneva che la guerra fosse stata intrapresa contro gli Stati "traditori" in quanto tali (il rifiuto dell'Unione a riconoscere il loro diritto alla secessione rendeva di fatto le ordinanze di secessione nulle), ma solo per "costringere all'obbedienza gli individui ribelli". Il problema era che il testo del disegno di legge a volte minava le ragioni del Nord per la guerra affermando chiaramente per esempio che gli Stati del Sud non erano più parte dell'Unione. Inoltre, il disegno di legge costringeva quegli Stati a redigere nuove Costituzioni che vietavano la schiavitù, richiesta incostituzionale a quel momento, in quanto in assenza di un emendamento costituzionale sulla schiavitù (che sarebbe stato approvato in seguito), il Congresso non aveva alcun potere sul tema all'interno dei singoli Stati.
Ad un livello più pragmatico, Lincoln temeva anche che il disegno di legge avrebbe sabotato la sua attività di ricostruzione in Stati come la Louisiana, l'Arkansas e il Tennessee, che si erano staccati dall'Unione, ma erano sotto occupazione dei federali e sotto il controllo dei governi dell'Unione. Egli riteneva che il Wade-Davis avrebbe messo in pericolo a livello statale i movimenti di emancipazione negli Stati di confine leali come il Missouri e, soprattutto, il Maryland. Il disegno di legge minacciava di distruggere le delicate coalizioni politiche che Lincoln aveva cominciato a costruire tra i moderati del nord e del sud. Più in generale, sottolineava la differenza di opinione tra Lincoln e i repubblicani radicali sui Confederati. Il Presidente pensava che essi avessero bisogno di essere blanditi prospettando una convivenza pacifica, mentre il Wade-Davis Bill li trattava come traditori che dovevano essere puniti. Lincoln finì per boicottare il disegno di legge con un pocket veto ed esso non fu più riproposto.

## Le conseguenze
Davis era un acerrimo nemico di Lincoln perché lo riteneva troppo indulgente nella sua politica per il Sud. Davis e Wade pubblicarono un manifesto rivolto "ai sostenitori del governo" il 4 agosto 1864, che accusava Lincoln di usare la ricostruzione per assicurarsi elettori nel Sud che sarebbero "stati agli ordini della sua ambizione personale" e che condannava quelli che, a loro giudizio, era un tentativo del presidente di usurpare il potere del Congresso ("l'autorità del Congresso è suprema e deve essere rispettata"). Il manifesto non ebbe successo, comunque, e anche se inizialmente causò molte discussioni sulla natura della ricostruzione a venire, Winter Davis non venne rinominato per il suo seggio al Congresso.
Le loro idee, in particolare sul fatto che il Congresso avrebbe dovuto essere il motore principale del processo del dopoguerra e la loro concezione della presidenza come carica più debole (il presidente "deve limitarsi a suoi compiti esecutivi, obbedire ed eseguire, non fare le leggi, deve reprimere la ribellione violenta con le armi e lasciare la riorganizzazione politica al Congresso"), influenzarono i Repubblicani del Congresso negli anni successivi, portando al processo per l'impeachment di Andrew Johnson.
Lincoln superò i loro attacchi e rafforzò notevolmente la sua posizione con la schiacciante vittoria nelle elezioni del 1864 e l'approvazione nazionale del XIII emendamento nel febbraio 1865. Egli momentaneamente emarginò i radicali per quel che riguardava la politica della ricostruzione. Dopo la morte di Lincoln, i Repubblicani radicali combatterono il presidente Andrew Johnson, che cercava di portare a compimento una versione del piano di Lincoln. Le elezioni di medio termine del 1866 si trasformarono in un referendum sul XIV emendamento e sul tragitto della politica di ricostruzione. Con la vittoria dei Repubblicani, il Congresso prese il controllo della ricostruzione. I radicali volevano un piano molto più severo, ma non cercarono di reintrodurre i concetti del Wade-Davis. Invece presero il controllo degli Stati del Sud con l'esercito, che permise la registrazione gli uomini di colore come elettori e rifiutò il permesso agli ex confederati di candidarsi per il governo.